# Winsum (gemeente)

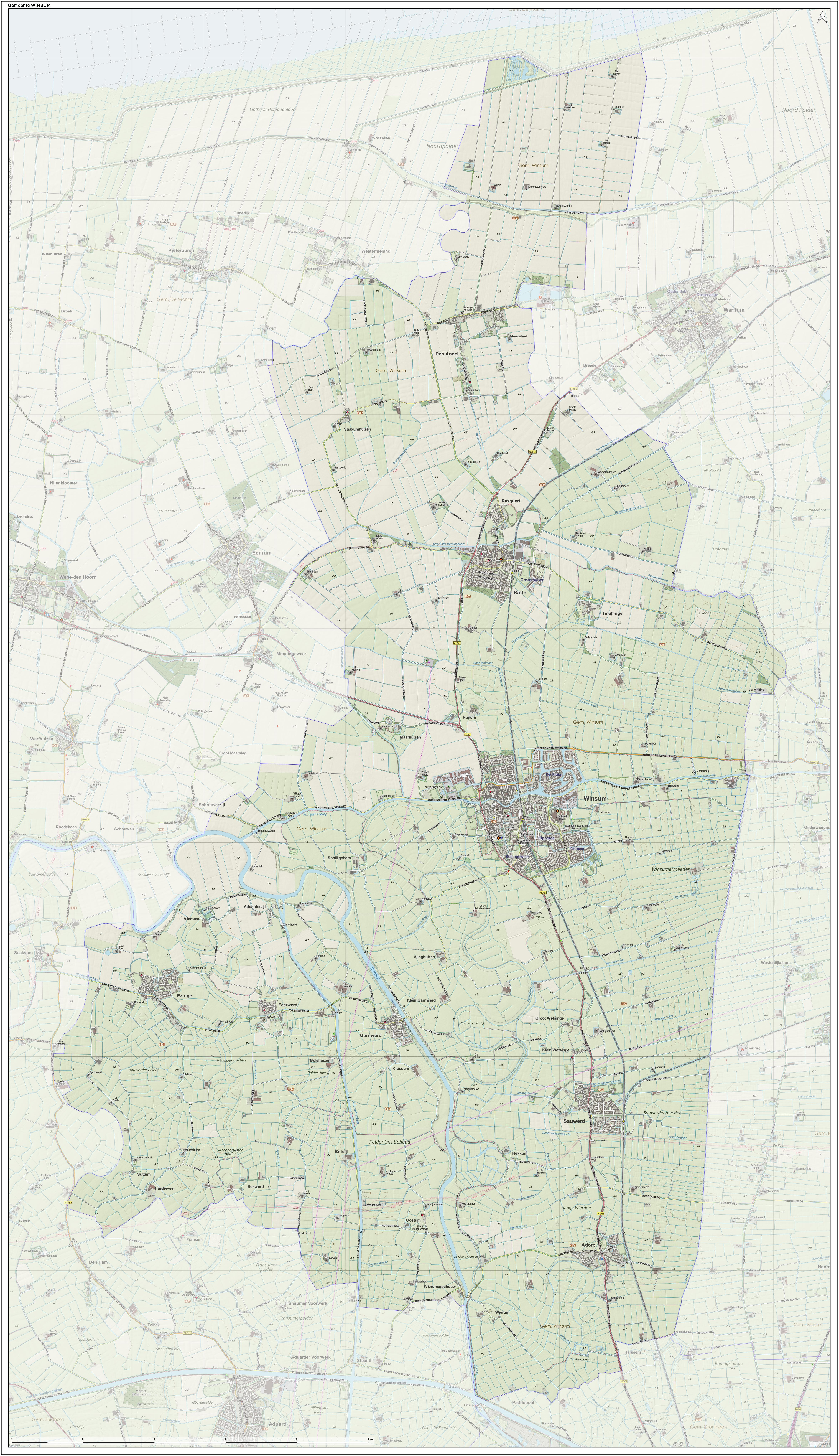
Topografische gemeentekaart van Winsum, september 2017

Winsum (uitspraakⓘ; Gronings: Wìnzum) is een voormalige gemeente in de provincie Groningen. Ze telde in september 2018 13.557 inwoners en besloeg een oppervlakte van 102,53 km² (waarvan 1,56 km² water). Hoofdplaats van de gemeente was het dorp Winsum.
De gemeente Winsum werd in 1990 uitgebreid met de voormalige gemeenten Adorp, Baflo en Ezinge.
Per 1 januari 2019 ontstond de gemeente Het Hogeland, uit een fusie van Winsum met de gemeenten Bedum, Eemsmond en De Marne. De streek Middag (voormalige gemeente Ezinge) werd per die datum overgeheveld naar de gemeente Westerkwartier.

## Indeling
De gemeente telde twaalf officiële dorpskernen. Daarnaast vielen onder de gemeente Winsum talloze buurtschappen, gehuchten, wierden en woonbuurten die onder één of meerdere van de twaalf dorpsgebieden vallen.

### Dorpen
| Naam         | Info                                                                   |
| ------------ | ---------------------------------------------------------------------- |
| Winsum       | Hoofdplaats wijken: Bellingeweer, De Brake, Obergum, Potmaar, Ripperda |
| Adorp        |                                                                        |
| Baflo        |                                                                        |
| Den Andel    |                                                                        |
| Ezinge       |                                                                        |
| Feerwerd     |                                                                        |
| Garnwerd     |                                                                        |
| Rasquert     |                                                                        |
| Saaxumhuizen |                                                                        |
| Sauwerd      |                                                                        |
| Tinallinge   |                                                                        |
| Wetsinge     | Groot Wetsinge, Klein Wetsinge                                         |

Overige buurtschappen, gehuchten, wierden en woonbuurten: Abbeweer, Aduarderzijl, Alinghuizen, Allersma, Antuma, Arwerd, Bellingeweer, Beswerd, Bolshuizen, De Dingen, De Raken, De Vennen, Duisterwinkel, Ernstheem, Hammeland, Hardeweer, Harssens, Hekkum, Het Schoor, Hiddingezijl, Klein Garnwerd, Krassum, Lutje Marne, Lutje Saaksum, Maarhuizen, Oldenzijl, Oostum, Ranum, Schapehals, Schaphalsterzijl, Schifpot, Schilligeham, Suttum, Takkebos, Tijum, Valkum, Wierum, Wierumerschouw (gedeeltelijk) en 't Wildeveld.

## Loop van de bevolking
- 1990 13.078 inwoners
- 1995 13.430 inwoners
- 2000 13.914 inwoners
- 2005 14.321 inwoners
- 2010 14.073 inwoners
- 2015 13.774 inwoners

## Politiek

### Samenstelling gemeenteraad
De gemeenteraad van Winsum bestond uit 15 zetels. Hieronder staat de samenstelling van de gemeenteraad sinds 1998:
| Partij           | 1998 | 2002 | 2006 | 2010 | 2014 |
| Gemeentebelangen | 2    | 3    | 2    | 3    | 4    |
| CDA              | 3    | 4    | 3    | 2    | 3    |
| PvdA             | 4    | 3    | 4    | 3    | 2    |
| ChristenUnie     | 2    | 1    | 2    | 2    | 2    |
| GroenLinks       | 1    | 2    | 2    | 2    | 2    |
| D66              | 1    | -    | -    | 1    | 1    |
| VVD              | 2    | 2    | 2    | 2    | 1    |
| Totaal           | 15   | 15   | 15   | 15   | 15   |

De vetgedrukte partijen vorm(d)en na de verkiezingen een coalitie.

### Bestuurlijke perikelen
Eind februari 2008 werden de drie wethouders door de gemeenteraad naar huis gestuurd. In maart maakte de PvdA, de grootste partij in Winsum, bekend dat zij niet welkom zijn in een nieuw te vormen college.
De sfeer in het oude college zou sterk bepaald zijn door de onderlinge verhoudingen en de PvdA wil dat hier een eind aan komt. Demissionair wethouder Zeevalking heeft de eer aan zichzelf gehouden en liet al eerder weten niet te willen terugkeren als wethouder. De PvdA vindt dat Van der Schoor en Warris ook de handdoek in de ring moeten gooien. Burgemeester Van Mastrigt had inmiddels een andere baan gevonden; zij vertrok naar Hoogezand-Sappemeer. Zij werd per 13 mei 2008 opgevolgd door waarnemend burgemeester Jaap van Dijk, die in november 2008 plaats maakte voor de nieuwe burgemeester Rinus Michels.

## Partnergemeente
Winsum heeft sinds 1987 een jumelage met de Poolse gemeente Lubraniec.

## Verkeer en vervoer
Bereikbaar vanaf de stad Groningen via de N361.

### Openbaar vervoer
Door de gemeente loopt sinds 1884 de spoorlijn Groningen - Delfzijl, met een station in Sauwerd en sinds 1893 de spoorlijn Sauwerd - Roodeschool, met stations in Sauwerd, Winsum en Baflo. Van 1922 tot 1942 takte ten noorden van Winsum de spoorlijn Winsum - Zoutkamp (Marnelijn) af. Op 25 juli 1980 vond op de lijn naar Roodeschool bij Winsum een treinbotsing plaats waarbij negen doden vielen. Op 14 oktober 2014 vond er bij een onbewaakte spoorwegovergang een aanrijding plaats tussen de trein uit Groningen en een auto. Hierbij kwam de bestuurder van de auto om het leven. Op 18 november 2016 vond op dezelfde spoorwegovergang een aanrijding plaats met een melkwagen waarbij de trein ontspoorde. Hierbij vielen geen doden maar wel ruim 15 gewonden, waarvan 3 zwaargewond.
De buslijnen in de gemeente werden sinds 1938 geëxploiteerd door de Marnedienst (ontstaan uit fusies van diverse busondernemingen) en sinds 1967 door de GADO. Thans zijn de lijnen in handen van Qbuzz en de spoorlijnen, in handen van Arriva. Deze lijnen zijn. De plaatsnamen die vetgedrukt zijn bevinden zich in een andere gemeente:
- lijn 35: Groningen - Aduard - Den Ham - Oldehove - Ezinge - Feerwerd - Garnwerd - Winsum
- lijn 65: Groningen - Adorp - Sauwerd - Winsum - Eenrum - Wehe den Hoorn - Leens - Ulrum - Zoutkamp
- lijn 67: Winsum - Eenrum - Wehe den Hoorn - Kloosterburen - Hornhuizen
- lijn 68: Winsum - Baflo - Den Andel - Westernieland - Pieterburen - Broek - Kleine Huisjes - Kloosterburen - Hornhuizen - Leens
- lijn 69: Warffum - Den Andel - Westernieland - Pieterburen - Broek - Eenrum
- lijn 165: Groningen - Adorp - Sauwerd - Winsum - Wehe den Hoorn - Ulrum - Zoutkamp (sneldienst)
- lijn 163: Groningen - Adorp - Sauwerd - Winsum - Wehe den Hoorn - Ulrum - Lauwersoog (sneldienst naar het veer naar Schiermonnikoog)
- lijn 668: Leens - Hornhuizen - Kloosterburen - Kleine Huisjes - Broek - Pieterburen - Westernieland - Den Andel - Warffum (schoolbus)